# Cube Cove
Cube Cove est une ancienne localité d'Alaska (CDP) aux États-Unis dans la région de recensement de Skagway-Hoonah-Angoon actuellement inhabitée.
Elle est située sur la côte nord-ouest de l'île de l'Amirauté à 32 km au sud de Juneau.
Les températures vont de −4 °C à 4 °C en janvier et de 7 °C à 16 °C en juillet.
L'endroit se nommait Eight Fathom Bight, le nom Cube Cove n'a été référencé qu'en 1951 par l'United States Geological Survey. Le village ayant été créé comme un camp d'hébergement pour les ouvriers, il a été utilisé jusqu'en 2002, mais il est vide d'habitants actuellement, l'école a fermé et il n'y a plus d'hébergement à cet endroit.

## Démographie
| 1990 | 2000 | - | - |
| ---- | ---- | - | - |
| 156  | 72   | - | - |

## Sources et références
- (en) CIS

- (en) Cet article est partiellement ou en totalité issu de l’article de Wikipédia en anglais intitulé « Cube Cove, Alaska » (voir la liste des auteurs).